# 김이교
김이교(金履喬, 1764년 ~ 1832년 음력 7월 30일)는 조선 후기의 문신이다. 자는 공세(公世), 호는 죽리(竹里)이며 본관은 본관은 안동(安東), 관찰사 김방행(金方行)의 아들이다.
1789년 문과에 급제한 이래 조정의 주요 관직을 두루 거쳤다. 장헌세자를 옹호하는 시파에 속했기 때문에 신유박해 때 유배되기도 하였다. 1806년 풀려나 다시 강원도관찰사, 성균관대사성 등 중앙과 지방의 요직을 두루 맡았다. 이후 1811~1812년 도쿠가와 이에나리의 쇼군 취임을 축하하는 통신사 정사로 쓰시마섬에 다녀왔다. 이후 동지성균관사, 사헌부대사헌, 비변사제조, 홍문관부제학, 규장각직제학, 우부빈객, 공조판서, 홍문관제학, 한성부판윤, 지중추부사, 형조판서, 이조판서, 평안도관찰사, 좌부빈객, 예문관제학, 의정부우참찬, 병조판서, 판의금부사, 예조판서, 좌빈객, 대제학 등 조정의 요직을 두루 맡은 끝에 1831년 우의정이 되었다. 사후 순조 묘정에 배향되었으며 시호는 문정(文貞)이다.

## 가계
- 증조부 : 김성도[2](金盛道)
  - 할아버지 : 김시찬(金時粲)
    - 아버지 : 김방행(金方行)
    - 어머니 : 청송 심씨 심황(沈鐄)의 딸
      - 부인 : 함종 어씨 어석정(魚錫定)의 딸
        - 아들 : 김영순(金英淳)
          - 손자 : 김연근(金延根)
          - 손자 : 김정근(金廷根)

## 같이 보기
- 조선의 대외 관계
- 조선 통신사